# 甲依乡
甲依乡，是中华人民共和国四川省凉山彝族自治州金阳县下辖的一个乡镇级行政单位。2021年1月12日，撤销寨子乡，将其所属行政区域划归甲依乡管辖。

## 行政区划
甲依乡下辖以下地区：
沙坝村、省祖村、拉木觉村、宝岩村和洛可村。